# Stora Abborrasjön (Örsås socken, Västergötland)
Stora Abborrasjön är en sjö i Svenljunga kommun i Västergötland och ingår i Ätrans huvudavrinningsområde.